# شاشة رابعة
في مجال الإعلان والاتصالات التسويقية، يشير مصطلح الشاشة الرابعة، أو الشاشة الثالثة في بعض الأحيان، إلى شاشة فيديو محمولة صغيرة مثل الهاتف المحمول أو مشغل الوسائط المحمول.
واليوم، يستخدم الناس الأجهزة المحمولة بطرق تفتح معها إمكانيات جديدة من أجل الممارسة الوثائقية.

## معلومات تاريخية
ينشأ مصطلح الشاشة الرابعة في إشارة إلى التسلسل التاريخي الفعلي في تطوير شاشات الفيديو. ومع الانتشار السريع لشبكات الفيديو في المواقع غير التقليدية مثل دور السينما، والبارات، والمطاعم، ومحطات الوقود، والنوادي الصحية، وغيرها من الأماكن، نشأت فئة تسمى «الشاشة الرابعة». وأول ثلاث شاشات: هي التلفزيون والإنترنت والمحمول. ويتم استخدام الشاشة الرابعة بشكل رئيسي في الإعلانات ووسائل الإعلام الفضائية مع استخدام اللوحة الرقمية وشرحها. ومع انتشار التكنولوجيا، توسع استخدام اللوحات الرقمية في قطاع هذه «الشاشة الرابعة» ليشمل دور السينما، ومحطات الوقود، والنوادي الرقمية. وتعد سكرينفجن (Screenvision) واحدة من الشركات الرائدة في مجال اللوحات الرقمية في دور السينما، حيث بلغ عدد شاشاتها 14,400 في الولايات المتحدة. كما تعد غازستيشن تي في شركة رائدة أيضًا في سوق «الشاشات الرابعة»؛ حيث تنتج شركة غازستيشن تي في ما يزيد عن 32 مليون انطباعٍ للوحات الرقمية شهريًا. وفي التقرير الأخير لنلسن عن سوق «الشاشات الرابعة»، أظهرت نلسن أن الشاشات الرقمية من فئة «الشاشة الرابعة» حققت ما يزيد عن 237 مليون تعرض شهري لأشخاص تزيد أعمارهم عن 18 عامًا أو أكبر. كما أنهم مستمرون في تحديد الشركات المختلفة التي تعد رائدة في هذا المجال والتي تشمل سكرينفجن، وإن سي إم، وكابتفيت، غازستيشن تي في، وإندوردايركت. يتيح تقرير نلسن حول جمهور شبكات الشاشة الرابعة عمل مقارنة مباشرة بين شبكات الفيديو الرقمية المعتمدة على الأماكن وشبكات الفيديو الأخرى، بما في ذلك التلفزيون والإنترنت.
ومرة أخرى شاشات الفيديو هي:
1. شاشة العرض، وتعرف أيضًا باسم الشاشة الفضية.
2. التلفزيون (TV)
3. الحاسوب الشخصي (PC)
4. اللوحة الرقمية الخارجية.